# Benedetto Brandimarte
Benedetto Brandimarte, noto anche come Brandimarti, (Lucca, XVI secolo – ...), è stato un pittore italiano del Rinascimento.

## Biografia
Di lui si conosce molto poco. Dovrebbe essere nato nella seconda metà del XVI secolo e nel 1592 venne chiamato, dal principe Doria, a realizzare delle opere nella Chiesa di San Benedetto a Genova.
Altre sue opere sono presenti in diverse chiese della Liguria e precisamente nella Chiesa di San Pietro in Banchi a Genova, nell'oratorio della Santissima Annunziata a Pietra Ligure e nella Chiesa di Sant'Agostino a Loano; e ancora in Toscana, nella Collegiata di Santa Maria Assunta  a Camaiore.
Nella Villa Altogradi di Capannori, in provincia di Lucca, è presente un suo dipinto dal titolo Lapidazione di Santo Stefano.